# سلطان‌زاده خانم
سلطان‌زاده خانم، سومین همسر و ملکه شاه طهماسب یکم بود. سلطان‌زاده نجیب زاده ای از گرجستان بود که شاه در سال ۱۵۵۴ با او ازدواج کرد و چندماه بعد در همان سال پسر آن‌ها سلطان‌حیدر میرزا به‌دنیا آمد. سلطان‌زاده خانم رقیب سرسخت و جدی سلطانم بیگم و سلطان آغا خانم در طول سلطنت شاه تهماسب برای موردعلاقه بودن شوهرشان بود.
سلطان‌زاده خانم در اواخر حکومت شاه تحت حمایت سران استاجلو قرار گرفت و با کمک آن‌ها حیدر میرزا ولیعهد شد، سلطان‌زاده خانم برای مقابله با پری‌خان خانم دختر شاه و رقیب سرسختش، که روز به روز به قدرت و نفوذ و به ویژه تقربش نزده پدرش شاه افزوده می‌شد و باعث به وجود آمدن وحشتی عمیق در دل سلطان‌زاده خانم و پسرش شد، با بخشی از سران طایفه قاجار را که بر بخشی از سرزمین‌های گرجستان، حکومت می‌کردند با خود متحد ساخت. او از پشتیبانی گرجی‌ها نیز بهره‌مند بود.
در سال ۱۵۷۶ شاه تهماسب ازدنیا رفت یا به‌گفته برخی از منابع به‌دست سلطانزاده خانم برای زودتر به سلطنت رسیدن پسرش و متوقف شدن اقتدار و تاثیرات رو به رشد پریخان خانم مسموم شد. حیدر میرزا با مشورت مادرش سریع اقدام‌کرد و همان روز قصد تاج‌گزاری داشت، اما خواهرناتنی‌اش پری‌خان خانم او را فریب داد و از قصر خارج شد، درشب همان روز پری‌خان خانم با کمک شمخال سلطان فرمانده قدرتمند نیروهای چرکس‌ها و حسینقلی خلفا خلیفه‌الخلفا و رهبرطایفه روملو به قصر حمله کردند، سلطان‌زاده خانم، پسرش را میان زنان حرم پنهان کرد ولی پری‌خان او را دید و در همان لحظه حیدر میرزا را گرفتند و جلوی چشمان مادرش سر از تنش جدا ساختند.